# Сулы-Саклово
Сулы-Саклово — деревня в Сармановском районе Татарстана. Входит в состав Саклов-Башского сельского поселения.

## География
Находится в восточной части Татарстана на расстоянии приблизительно 22 км на северо-восток по прямой от районного центра села Сарманово у речки Сакловасу.

## История
Основана не позднее 1731 года, упоминалась также как Верхний Саклов, Усюлю-Саклова. До 1860-х годов часть населения учитывалась как башкиры. В начале XX века упоминалось о наличии мечети и мектеба.
В «Списке населенных мест по сведениям 1870 года», изданном в 1877 году, населённый пункт упомянут как деревня Верхний Саклов (Усюлю-Саклова) 2-го стана Мензелинского уезда Уфимской губернии. Располагалась при речке Сакловке, по левую сторону коммерческого тракта из Бирска в Мамадыш, в 36 верстах от уездного города Мензелинска и в 10 верстах от становой квартиры в селе Александровское (Кармалы). В деревне, в 86 дворах жили 491 человек (245 мужчин и 246 женщин, в том числе: татары, 189 мужчин и 199 женщин; башкиры, 56 мужчин и 47 женщин), были мечеть, училище.

## Население
Постоянных жителей было: в 1816 году — 129 душ мужского пола, в 1870—491, в 1897—798, в 1920—867, в 1926—703, в 1938—429, в 1949—349, в 1958—341, в 1970—380, в 1979—313, в 1989—186, 260 в 2002 году (татары 99 %), 225 в 2010.